# Nquthu
Nquthu [nˈǃutʰu] (auch Nqutu, isiZulu; deutsch etwa: „Gefäß mit flacher Oberseite“) ist ein Ort in der südafrikanischen Provinz KwaZulu-Natal. Er ist Verwaltungssitz der Gemeinde Nquthu im Distrikt Umzinyathi.

## Geographie
2011 hatte Nquthu 5453 Einwohner. Der Ort liegt etwa 53 Kilometer östlich von Dundee.

## Geschichte
Der Ort wurde nach der Form eines nahegelegenen Hügels benannt. Er gehörte bis zu dessen Auflösung im Jahr 1994 zum Homeland KwaZulu.

## Wirtschaft und Verkehr
Nquthu liegt an der R68, die unter anderem nach Dundee und südostwärts nach Melmoth führt.